# Филатов, Василий Алексеевич
Василий Алексеевич Филатов (1912 — ?) — советский передовик производства, участник Великой Отечественной войны, мастер-плавильщик завода «Электроцинк» Северо-Осетинского совнархоза, город Орджоникидзе. Герой Социалистического Труда (30.01.1948).

## Биография
Родился в 1912 году на территории современной Ростовской области. Русский.
Осенью 1934 года поступил рабочим в свинцовый цех завода «Электроцинк» в городе Орджоникидзе (ныне – Владикавказ) Северо-Осетинской АССР – одно из крупнейших предприятий цветной металлургии юга страны. В 1936 году его направили в школу социалистического труда при горно-металлургическом техникуме, после окончания которой через 2 года он стал работать мастером агломерационного отдела. Вскоре его перевели в плавильный отдел, оснащённый шахтными печами, или «затер-жакетами», – отсталое производство, которые на родственных заводах уже нигде не сохранилось. Любую малейшую неполадку или отклонение в плавке на этих капризных в обслуживании печах молодой мастер-плавильщик Филатов разгадывал по еле уловимым признакам и быстро устранял. Для обучения передовому опыту он с группой специалистов ездил на завод «Укрцинк» в городе Константиновка (Донбасс).
Участник Великой Отечественной войны.
После демобилизации вернулся на родной завод в Орджоникидзе (в 1944—1954 годах — Дзауджикау) и продолжил работать мастером-плавильщиком плавильного отдела свинцового цеха «Электроцинка». На протяжении всех послевоенных лет (за исключением 6-месячной командировки в Болгарию для подготовки к пуску свинцово-цинкового комбината в город Кырджали) и всю 6-ю пятилетку (1956—1960) его рабочая смена постоянно выплавляла чернового свинца больше плана.
Указом Президиума Верховного Совета СССР от 9 июня 1961 года за выдающиеся успехи, достигнутые в деле развития цветной металлургии, Филатову Василию Алексеевичу присвоено звание Героя Социалистического Труда с вручением ордена Ленина и золотой медали «Серп и Молот».
С 1968 года – персональный пенсионер союзного значения. Проживал в городе Орджоникидзе (с 1990 года — Владикавказ).
Дата его кончины не установлена.

## Награды
- Золотая медаль «Серп и Молот» (09.06.1961)
- Орден Ленина (09.06.1961)
- Медаль «За оборону Кавказа» (01.05.1944).
- Медаль «За трудовую доблесть» (24.02.1954)
- Медаль «За победу над Германией в Великой Отечественной войне 1941—1945 гг.» (9 мая 1945[2])
- Юбилейная медаль «Двадцать лет Победы в Великой Отечественной войне 1941—1945 гг.» (7 мая 1965[3])
- Медаль «За трудовое отличие» (05.05.1949)

## Память
- На могиле установлен надгробный памятник.